# Charley Grapewin
Charley Grapewin est un acteur et un scénariste américain, né le 20 décembre 1869 à Xenia, Ohio (États-Unis) et mort le 2 février 1956 à Corona (Californie).

## Filmographie

### Comme acteur
- 1900 : Chimmie Hicks and the Rum Omelet : Chimmie Hicks
- 1900 : Above the Limit : Chimmie Hicks
- 1929 : Jed's Vacation
- 1929 : House Cleaning
- 1929 : Ladies' Choice
- 1929 : The Shannons of Broadway : Swanzey
- 1929 : That Red-Headed Hussy
- 1930 : The Bearded Lady : Carnival Barker
- 1930 : Only Saps Work (en) de Cyril Gardner et Edwin H. Knopf : Simeon Tanner
- 1931 : Le Millionnaire (The Millionaire) de John G. Adolfi : Edward 'Ed' Powers
- 1931 : Gold Dust Gertie : Nicholas Hautrey
- 1931 : Heaven on Earth
- 1931 : For the Love of Fanny
- 1932 : Prisons d'enfants (Hell's House) : Henry Clark
- 1932 : The Big Timer (en) d'Edward Buzzell : Pop Baldwin
- 1932 : Disorderly Conduct : Limpy
- 1932 : Ici New York (Are You Listening?) de Harry Beaumont : Pierce
- 1932 : Le Bel Étudiant (Huddle) de Sam Wood : Docteur
- 1932 : The Woman in Room 13 : Andy
- 1932 : Washington Masquerade : Sen. Simms
- 1932 : Le Provocateur (Lady and Gent) : Grocer
- 1932 : La Ruée (American Madness) : Mr. Jones
- 1932 : The Night of June 13 : "Grandpop" Jeptha Strawn
- 1932 : Blanco, seigneur des prairies (Wild Horse Mesa), de Henry Hathaway  : Sam Bass
- 1932 : Un mauvais garçon (No Man of Her Own) : Clerk
- 1933 : Hello, Everybody! : Jed
- 1933 : Le Baiser devant le miroir (The Kiss Before the Mirror) de James Whale  : Schultz
- 1933 : Héros à vendre (Heroes for Sale) : Pa Dennis
- 1933 : Midnight Mary : Court Clerk
- 1933 : Don't Bet on Love : Pop McCaffery
- 1933 : Deux Femmes (Pilgrimage) : Dad Saunders
- 1933 : Turn Back the Clock : Dr. Henderson
- 1933 : Beauty for Sale : Freddy Gordon
- 1933 : Chanteuse de cabaret (Torch Singer) : Andrew 'Juddy' Judson
- 1933 : Les Enfants de la crise (Wild Boys of the Road) : Mr. Cadmust
- 1933 : Female : Drunk at Hamburger Stand
- 1933 : Hell and High Water : Peck Wealin
- 1934 : Deux tout seuls (Two Alone) d'Elliott Nugent : Sandy Roberts
- 1934 : The Quitter : Ed Tilford
- 1934 : No More West : The judge
- 1934 : She Made Her Bed (en) de Ralph Murphy : Joe Olsen
- 1934 : The Loudspeaker (en) de  Joseph Santley : Pop Calloway
- 1934 : Return of the Terror (en)
- 1934 : Cœur de tzigane (Caravan) d'Erik Charell : Notary
- 1934 : Judge Priest : Sergeant Jimmy Bagby
- 1934 : The President Vanishes de William A. Wellman : Richard Norton
- 1934 : Miss Carrott (Anne of Green Gables) de George Nichols Jr. : Dr Tatum
- 1935 : In Spite of Danger : Pop Sullivan
- 1935 : Eight Bells : Grayson
- 1935 : Party Wire : Will Oliver
- 1935 : One Frightened Night (en) de Christy Cabanne : Jasper Whyte
- 1935 : Shanghai : Truesdale
- 1935 : Désirs secrets (Alice Adams) : J. A. Lamb
- 1935 : King Solomon of Broadway : Uncle Winchester
- 1935 : Code secret (Rendezvous) de William K. Howard : Prof. Martin
- 1935 : À toute allure (Super-Speed) de Lambert Hillyer : Terry Devlin
- 1935 : Impétueuse Jeunesse (Ah, Wilderness!) : Mr. Dave McComber
- 1936 : La Forêt pétrifiée (The Petrified Forest) : Gramp Maple
- 1936 : The Voice of Bugle Ann : Cal Royster
- 1936 : Small Town Girl : Dr. Ned Fabre
- 1936 : Une fine mouche (Libeled Lady) : Hollis Bane, Owner NY Evening Star
- 1936 : Without Orders : J.P. Kendrick
- 1936 : Sinner Take All : Aaron Lampier
- 1937 : Visages d'Orient ou La Terre chinoise (The Good Earth), de Sidney Franklin : Le vieux père
- 1937 : Secrets de famille (A Family Affair) de George B. Seitz : Frank Redmond
- 1937 : Capitaines courageux (Captains courageous) : oncle Salters
- 1937 : Between Two Women : Dr. Sam Webster
- 1937 : Le Règne de la joie (Broadway Melody of 1938) : James K. Blakeley, Trainer
- 1937 : Bad Guy : Detective Lieutenant Dan Gray
- 1937 : La Grande Ville (The Big City) : Robert, the Mayor
- 1937 : The Bad Man of Brimstone : Sheriff Barney Lane
- 1938 : Of Human Hearts : Jim Meeker
- 1938 : The Girl of the Golden West : Uncle Davy (in prologue)
- 1938 : L'Ange impur (The Shopworn Angel'') de H.C. Potter (scènes coupées)
- 1938 : Trois Camarades (Three Comrades) : Local Doctor
- 1938 : Nanette a trois amours (Three Loves Has Nancy) de Richard Thorpe : Grandpa Briggs
- 1938 : Surprise Camping (Listen, Darling), d'Edwin L. Marin : oncle Joe Higgins
- 1938 : Artists and Models Abroad : James Harper
- 1939 : Trafic d'hommes (Stand up and fight) de W. S. Van Dyke : Old Puff
- 1939 : Burn 'Em Up O'Connor : 'Doc' Heath
- 1939 : Sudden Money : Grandpa Casey Patterson
- 1939 : The Man Who Dared de Crane Wilbur : Ulysses Porterfield
- 1939 : Le Magicien d'Oz (The Wizard of Oz) de Victor Fleming : Oncle Henry
- 1939 : Jeunesse triomphante (Dust Be My Destiny) de Lewis Seiler : Pop, a Brakeman
- 1939 : Hero for a Day : oncle Frank 'Lucky' Higgins, the McKinley Old Grad
- 1939 : Sabotage : Maj. Grayson
- 1940 : Les Raisins de la colère (The Grapes of Wrath) : Grandpa Joad
- 1940 : Johnny Apollo de Henry Hathaway : Judge Emmett T. Brennan
- 1940 : Eartbound : M.. Whimser
- 1940 : Rhythm on the River : oncle Caleb
- 1940 : Ellery Queen, Master Detective : Insp. Queen
- 1940 : The Texas Rangers Ride Again : Ben Caldwalder
- 1941 : La Route au tabac (Tobacco Road) de John Ford : Jeeter Lester
- 1941 : Ellery Queen's Penthouse Mystery de James Patrick Hogan : Insp. Queen
- 1941 : Ellery Queen and the Perfect Crime : Insp. Queen
- 1941 : Ellery Queen and the Murder Ring de James Patrick Hogan : Insp. Queen
- 1941 : La Charge fantastique (They Died with Their Boots On) : California Joe
- 1942 : A Close Call for Ellery Queen : Insp. Queen
- 1942 : A Desperate Chance for Ellery Queen de James Patrick Hogan : Insp. Queen
- 1942 : Enemy Agents Meet Ellery Queen (en) de James Patrick Hogan : Insp. Richard Queen
- 1943 : Requins d'acier (Crash Dive) de Archie Mayo Pop
- 1944 : Hollywood Parade (Follow the boys) : Nick West
- 1944 : Atlantic City : Jake Taylor
- 1944 : The Impatient Years d'Irving Cummings : Bellboy
- 1947 : La Vallée maudite (Gunfighters) de George Waggner : Rancher Inskip
- 1948 : The Enchanted Valley : Grandpa
- 1949 : Sand : Doug
- 1951 : When I Grow Up : Grandpa Reed

### Comme scénariste
- 1929 : Jed's Vacation
- 1929 : That Red-Headed Hussy